# Sara Gómez
Sara Gómez (Guanabacoa, 8 de novembre de 1942 - ibídem, 2 de juny de 1974) va ser una cineasta, guionista, música i periodista cubana. És reconeguda com la primera dona cubana que va dirigir un llargmetratge de ficció: De cierta manera (1974).

## Biografia
Va néixer en la tradicional ciutat de Guanabacoa, a uns 5 km al sud-est de Ciutat vella de l'Havana.
Mentre estudiava a l'escola secundària, va cursar sis anys de música en el Conservatori Municipal de l'Havana «Amadeo Roldán» (al carrer Rastro i la Calçada de Belazcoaín).
Mentrestant també va exercir el periodisme al periòdic estudiantil Mella i al setmanari Hoy, Domingo.
Després d'acabar l'escola secundària, en 1961 ―amb tot just 18 anys d'edat― Sara Gómez va passar uns mesos a la ciutat de Nova York.
A l'agost d'aquest mateix any (1961) va començar a estudiar a l'ICAIC (Institut Cubà de l'Art i Indústria Cinematogràfics). A l'any següent (1962) va realitzar tres petits documentals per a l’ Enciclopedia popular que dirigia el cineasta Octavio Cortázar (1935-2008). Després va ser assistent de direcció de la cineasta belga Agnès Varda (en el documental Salut les cubains! ―‘¡Saludos, cubanos!’―, de 1963), de Tomás Gutiérrez Alea (al llargmetratge Cumbite, de 1964) i de Jorge Fraga (al llargmetratge El robo, de 1965).
Mentre desenvolupava la seva labor com a assistent de direcció, va iniciar la seva carrera en la direcció de documentals. Les temàtiques fonamentals de la seva obra van ser la cultura popular i les tradicions, la marginalitat, el racisme, el feminisme i la inclusió social de les dones.
A principis de 1974 va ser promoguda en el ICAIC a directora de films de ficció, i va començar la seva òpera prima, De cierta manera.
Al transcurs de la filmació, el 2 de juny de 1974 va morir ―als edat de 31 anys― a causa d'una aturada respiratòria provocat per un dels seus freqüents atacs de asma, i la pel·lícula fou acabada per Tomás Gutiérrez Alea i Julio García Espinosa.

## De cierta manera
De cierta manera (1974-1977) és un documental-ficció que narra la conflictiva relació entre una mestra i un obrer mulat a la vora de la marginació, en el marc de la suposada colònia model del barri de Miraflores de l'Havana en 1962 per a erradicar la delinqüència i la marginació d'un determinat sector de la població. És considerat com el primer llargmetratge dirigit per una dona cubana. Gómez hi aprofundeix en les arrels ideològiques del masclisme en el passat colonial de Cuba a més de presentar les contradiccions i limitacions de la Revolució Cubana.

## Filmografia

### Com s directora
- 1962: Plaza Vieja, documental de 8 minuts per la Enciclopedia popular, n.º 28).
- 1962: Solar habanero, documental de 10 min. per la Enciclopedia popular, número especial, n.º 31).
- 1962: Historia de la piratería, documental de 10 min. per la Enciclopedia popular, número especial).
- 1964: Iré a Santiago, documental de 15 min.
- 1965: Excursión a Vuelta Abajo, documental de 10 min.
- 1966: Guanabacoa: crónica de mi familia, documental de 13 min.
- 1967: ...Y tenemos sabor, documental de 30 min.
- 1968: En la otra isla, documental de 41 min.
- 1968: Una isla para Miguel, documental de 22 min.
- 1969: Isla del tesoro, documental de 10 min.
- 1970: Poder local, poder popular, documental de 9 min.
- 1971: Un documental a propósito del tránsito, documental de 17 min.
- 1971: De bateyes, documental de 20 min. (inèdit).
- 1972: Atención prenatal, documental de 10 min.
- 1972: Año uno, documental de 10 min.
- 1972: Mi aporte, documental de 33 min.
- 1973: Sobre horas extras y trabajo voluntario, documental de 9 min.
- 1974: De cierta manera, ficció de 79 min.; amb dramatúrgia de Tomás Gutiérrez Alea i Julio García Espinosa (que s'encarregarien d'acabar de filmar-la).

### Com a assistent de direcció
- 1964: Cumbite, ficció de 82 min.; dirigida per Tomás Gutiérrez Alea.
- 1965: El robo, ficció de 99 min.; dirigida per Jorge Fraga.

## Premis i reconeixements
- 1973: Esment de la Selecció Anual de la Crítica (l'Havana), per Sobre horas extras y trabajo voluntario (dins del grup de documentals realitzats amb motiu del XIII Congrés de la CTC).
- 1977 (pòstum): De cierta manera, esment de la Selecció Anual de la Crítica (l'Havana) com «un dels deu films més significatius de l'any».

| «                                                             | Sara Gómez Yera va creure en la cultura popular de Cuba i d'Amèrica. Va afirmar el seu ser enmig d'un procés social vertiginós, i el va traduir amb un esperit net, franc i tenaç; va creure en els canvis substancials que tota revolució engendra, va assumir la seva essencial condició d'ésser humà a través de tres components indefugibles: raça, sexe i nacionalitat; va ser mordaç i atrevida; mare, cuinera i fotògrafa; va ser tendra i industriosa, versàtil fins a col·locar-se en el més alt d'aquest arc de Sant Martí immens que balla davant els nostres ulls com a senyal inconfusible del seu cinema. | » |
| — Nancy Morejón (1944-), poetessa, crítica i assagista cubana | |   |

A l'Havana es va nomenar en el seu honor la Mediateca de la Dona Realitzadora Cubana «Sara Gómez».
També en el seu honor, el Consell Nacional de Cases de Cultura (l'Havana) atorga cada any el «premi Sara Gómez».
En 2020, el Festival de Cinema de Dones (Femcine), que se celebra a Santiago de Xile, li va dedicar una mostra per a reconèixer el seu talent i donar a conèixer la seva obra.

## Vida privada
Va tenir tres fills: dues dones i un home. El menor d'ells ―Alfredo Hernández Gómez (1971-2012), músic de professió i dissenyador de so per a cinema― va dir del seu cinema:
| «                                                                        | En plena Guerra Freda, amb els sistemes educatius i socials importats de Rússia, ella va aixecar la seva pròpia veu per a denunciar la situació real de l'Illa i l'estoica participació de la seva gent en el somni d'una societat que per a molts era considerada un model social. […] Vaig perdre molt petit a la meva mare, soc el menor de tres germans. El curiós ha estat descobrir-la al llarg de les dècades a través de les seves pel·lícules. Allí es troba la seva essència més pura, la de cubana aguerrida, curiosa, sempre del costat de la justícia. […] La seva obra és actual per ser absolutament verídica: eren temps del Gulag rus, d'una vigilància atroç, on la majoria dels nens i joves cubans creixien sota un programa educatiu i social en el qual veus com les de Sara Gómez s'antullaven escandaloses. […] L'obra de la meva mamà mostrava a una mena de cubà que en aquest temps tenia una ideologia neta, plena d'il·lusió per construir una pàtria millor, però el més important és que mai es va oblidar de la crítica, no li interessava mostrar mons idealitzats, només ser un testimoni fidel de la seva època i el seu temps. […] Avui, a més de 30 anys de la seva mort, després de tants canvis polítics i econòmics, amb molts cubans llançant-se a la mar i altres tant mantenint-se fidels a la vida a l'illa, el nom de Sara Gómez s'aixeca profètic, agut, però abans de res, completament just i vinculat amb la seva gent. | » |
| — Alfredo Hernández Gómez (fill de Sara Gómez) en una entrevista a Mèxic | |   |